# Oberea cariniscapus
Oberea cariniscapus là một loài bọ cánh cứng trong họ Cerambycidae.